# قصر الموسيقى الكتالونية

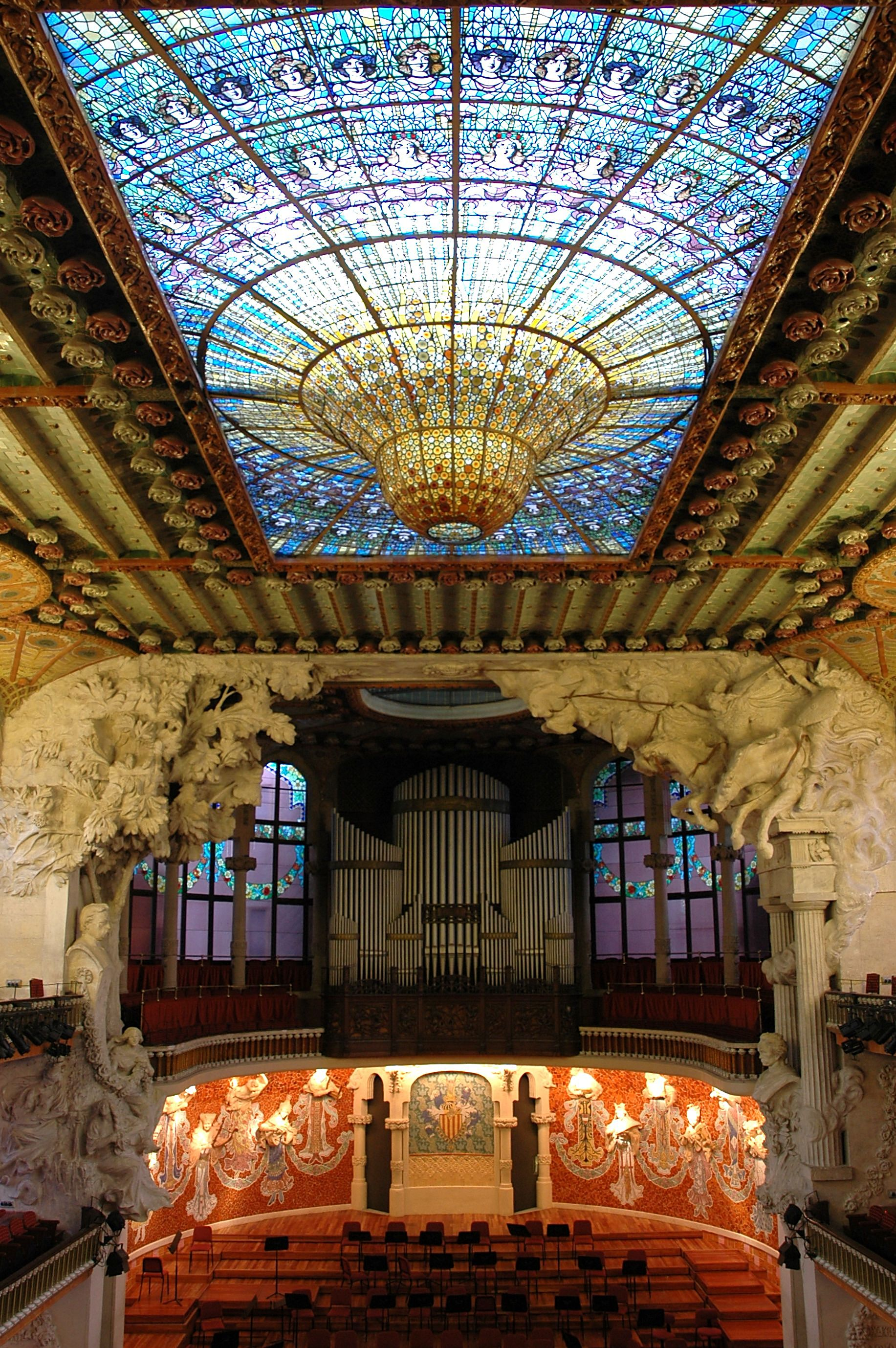
قاعة البالو دي لاميوزيكا كاتالونيا

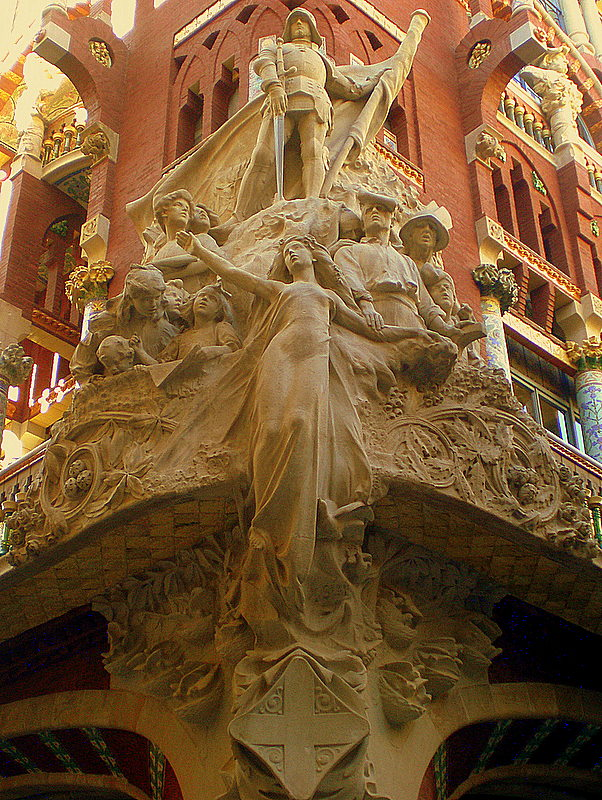
أحد زوايا البناء من الخارج ويظهر أسلوب المودرنيزم الكتلوني في البناء Modernisme

قصر الموسيقى الكتلونية (بالإسبانية:Palau de la Música Catalana) هو قاعة للاحتفالات صممت على الطراز الكاتالوني من قبل المعماري لويس إي مونتانير وبني في برشلونة، كاتالونيا في إسبانيا بين عامي 1905 و 1908. افتتح القصر رسميا في 9 فبراير 1908، ويصنف حاليا كأحد مواقع التراث العالمي في إسبانيا من قبل اليونسكو.
المشروع تم تمويله بشكل أساسي من قبل المجتمع، لكن الجزء المهم من تميل المشروع أتى أساسا من قبل الصناعيين والبرجوازيين. تصميم القصر كان سببا في منح مصممه جائزة مجلس مدينة برشلونة في العام 1909 كونه أجمل مبنى تم بناؤه في العام السابق.
في العام 1997 تم اعلان المبنى من قبل اليونيسكو كموقع للتراث العالمي إضافة لمستشفى سان بول في المدينة. اليوم يحضر قرابة النصف مليون شخص في السنة حفلات موسيقية في القاعة تتنوع بين الموسيقى السيمفونية وصولا إلى حفلات الجاز والموسيقى المحلية.
قدم في قاعة قصر الموسيقى الكتالونية عدة فنانين عروضا لهم منهم: المايسترو الإسباني بابلو كاسالز، الموسيقي الألماني ألبرت شوايتزر، المؤلف وعازف البيانو الإسباني إنريكي غرانادوز، عازف الكمان النمساوي فريتز كرايزلير، عازف البيانو البولندي الألماني آرثر روبنشتاين، المايسترو وعازف التشيللو الروسي مستيسلاف روستروبوفيتش، السوبرانو الوبرالية الإسبانية مونتيزرات كاباللي، التنوري أو المطرب الأوبرالي الإسباني خوسيه كاريراس، مغنية الأوبرا الألمانية البريطانية إليزابيث شوارزكوف، السوبرانو الأمريكية باربرة هندريكس، عازف البيانو السوفيتتي الأوكراني سفياتوسلاف ريشتير، عازف البيانو والمايسترو الأرجنتيني دانيل بارنبويم وآخرون.

## وصلات خارجية
- الموقع الرسمي
- صور
- 360 view